# Wheatleyita
La wheatleyita és un mineral de la classe dels compostos orgànics. Va ser descoberta l'any 1984 a les mines Wheatley a Pennsilvània (Estats Units), l'únic indret on s'ha trobat aquest material i del qual n'agafa el nom.

## Característiques
La wheatleyita és un oxalat dihidratat de coure i sodi de fórmula química Na₂Cu(C₂O₄)₂·2H₂O. Cristal·litza en el sistema triclínic en agregats de cristalls aciculars de fins a 2 mm. És de color blau clar i brillant i la seva duresa a l'escala de Mohs és d'1 a 2.
Segons la classificació de Nickel-Strunz, la wheatleyita pertany a «10.AB - Sals d'àcids orgànics: oxalats» juntament amb els següents minerals: humboldtina, lindbergita, gluixinskita, moolooïta, stepanovita, minguzzita, zhemchuzhnikovita, weddel·lita, whewel·lita, caoxita, oxammita, natroxalat, coskrenita-(Ce), levinsonita-(Y), zugshunstita-(Ce) i novgorodovaïta.

## Formació
Degut al fet que és un mineral molt rar, el seu procés de formació no ha estat ben determinat. La wheatleyita ha estat trobada associada amb els següents minerals: esfalerita, galena, cerussita i quars.